# عزازي علي عزازي
عزازي علي عزازي محافظ سابق وأستاذ جامعي وكاتب وأديب وصحفي مصري، برز سياسيًا كمعارض لنظام الرئيس المصري حسني مبارك وهو عضو مؤسس في حزب الكرامة والتيار الشعبي المصري وحركة كفاية. توفي في شهر مارس 2014م.

## حياته
من مواليد محافظة الشرقية في 25 أكتوبر من عام 1957، تخرج من كلية الاداب جامعة الزقازيق، حصل على الماجيستير والدكتوراه في النقد الشعرى والروائى، عمل ككاتب صحفى في الكثير من الصحف المصرية والعربية ومستشارًا لها إلى جانب عمله في الجامعة.

## مؤهلاته
- - ليسانس الاداب من كليه الاداب جامعه الزقازيق
- - ماجيستير في نقدالشعر
- - دكتوراه في نقد الرواية بمرتبه الشرف الأولى

## الحياة العملية
النشاط السياسى: 

- عضو مؤسس في النادى السياسى بجامعه الزقازيق وعضو امانه لقاء يوليو 1976
- مؤسس في الحزب الاشتراكى العربي وعضو اللجنة العامة وامين الحزب في الشرقية 1987
- عضو اللجنة القومية للدفاع عن سليمان خاطر ولجنه الدفاع عن ثوره مصر (1987 - 1997)
- مؤسس في المجلس القومى للثقافه العربية بالرباط ومدير مكتب مجلة الوحدة بالقاهرة ومدير مكتب صحيفه المجد الأردنية بالقاهرة
- عضو لجنه الدفاع عن الثقافة الوطنية وعضو امانه مؤتمر ادباء مصر ومستشار للنشر بهيئتى الكتاب وقصور الثقافة
- عضو الامانه العامة بالحزب الديموقراطى العربي الناصرى 1992
- مؤسس في الحركة المصرية من اجل التغير وعضو لجنه تنسيق (كفايه) من (2005/2010) وعضو ائتلاف المصريين من اجل التغيير
- عضو مؤسس في حزب الكرامة وامين الاعلام حتى 2009
- عضو مجلس أمناء التيار الشعبي المصري (2012)
أشهر الأعمال الدراميه:

طائرة العودة
أشهر البرامج:

المصبحاتيه - اداب إسلاميه - تماسى شعبيه

## مؤلفاته
- المتمرد والصعلوك، قراءة في اشعار عنتره بن شداد وعروة بن الوردة
- محبه النص.. دراسات نقدية
- سيمولوجيا الرواية المصرية
- الأرض هامش كونى (دراسه علميه)
- تعريب التاريخ العربي
- الناصرية تجاوزتنا ام تجاوزناها
الطفل الذي أرسل مع تلامذة كثيرين من مختلف أنحاء مصر خطاباً للرئيس الراحل جمال عبد الناصر يهنئه بالعيد 11 لثورة يوليو (1963)، سعد حين أتاه الرد يومها بـ«صورة عبد الناصر وتوقيعه». وكان أن دارت الأيّام، ليجد نفسه مشاركاً في ثورة شعبية أخرى هي «25 يناير».
تأثّر وعي الصبي القروي بدايةً، بمشاهد العمال والحرفيين الذين كانوا يرنّمون في قريته الفقيرة أغنيات الثورة والاشتراكية، وفلسطين، والصمود في مواجهة الكيان الصهيوني:
«كنت أسمعهم وأنا ذاهب لشراء طعام الإفطار لأسرتي. كنت أردّد وراءهم، وأجلس معهم، فأتأخر عن البيت. كنت أتأخر دوماً».
بعد سنوات، انضم الشاب (1977) إلى التيار الناصري في جامعة «الزقازيق»، ليشارك بعدها في انتفاضة 18 و19 كانون الثاني (يناير)، وفي التظاهرات الشعبية المعارضة لاتفاقية كامب ديفيد مع إسرائيل.
بعد سنوات (1995)، تعرض عزازي علي عزازي للاعتقال ثم التعذيب في سجن «مزرعة طرة» على أيدي قوات الأمن المصرية، لأنه قاد تظاهرة كبيرة اقتحمت جناح إسرائيل التي استضافها النظام السابق في ما عرف وقتها بـ«المعرض الصناعي الزراعي» الذي أقيم في أرض المعارض في القاهرة. ورغم القبض عليه وعلى رفاق آخرين، نجحوا في إفشال المعرض وطرد إسرائيل.
يقول: «صراعنا مع الصهاينة صراع وجود، حياة أو موت. نعم للمقاومة العربية، والثورات الشعبية. ليس هناك شيء اسمه السلام مع قتلة الأجنة».
عزازي وجه مألوف في كل المبادرات والنشاطات المناهضة للتطبيع. أسس، مع آخرين، اللجنة المصرية لمناهضة الصهيونية. وقبل عامين، زار غزة مع وفد من البرلمانيين والصحافيين المصريين ضمن حملة لفك الحصار عن القطاع.
قبل تسع سنوات (2005) حمل مانشيت أول عدد من جريدة «الكرامة» العنوان التالي: «نقسم بالله العظيم، لن يرثنا جمال مبارك». لذلك، لم يكن غريباً على رئيس التحرير عزازي علي عزازي أن يطير من الفرح بعدما تحققت هذه النبوءة. تنحّى الرئيس المخلوع مبارك عن السلطة نهائياً، وسقط مشروع التوريث.
لا يقدر على نسيان لحظة إعلان التنحّي: «كنت أجلس القرفصاء في مقر «الكرامة»، متابعاً التلفزيون مع زملائي بقلق بالغ. فعلاً، تعبنا لم يذهب هباءً».
كان الدكتور «عزازي علي عزازي» رمزًا نبيلًا للمناضل السياسي الذي دائمًا ما كان يرفض المهادنة أو الخنوع مثل كل الأبطال العظام.

## وفاته
رحل عزازي في الخامس من شهر مارس عام 2014 بعد مرور شهرين على عملية جراحية خطيرة لزراعة كبد في الصين.